# 부산-김해경전철운영
부산김해경전철운영 주식회사(釜山金海輕電鐵運營 株式會社)는 서울교통공사의 자회사로 부산-김해 경전철 전 구간의 운영을 맡고 있었던 대한민국의 주식회사였다.

## 주요 연혁
- 2009년 12월 21일: 부산-김해 경전철 운영 사업자로 서울메트로를 선정[1]
- 2010년 2월 2일: 서울메트로 자회사로 회사 설립
- 2017년 4월 12일: 임시주주총회 결의로 회사 해산.
- 2017년 9월 22일: 청산종결.

## 같이 보기
- 부산-김해경전철
- 부산-김해경전철 (기업)
- 서울메트로
- 서울9호선운영
- 서울메트로9호선운영
- 이레일
- 서부광역철도
- 네오트랜스
- 스마트레일